# Montefiorino
Montefiorino (emilián nyelven Muntfiurèin) település Olaszországban, Emilia-Romagna régióban, Modena megyében. Lakosainak száma 2086 fő (2023. január 1.). Montefiorino Palagano, Toano, Frassinoro és Villa Minozzo községekkel határos.

## Népesség
A település lakossága az elmúlt években az alábbi módon változott:
| Lakosok száma | 2183 | 2147 | 2086 |
|               | 2017 | 2018 | 2023 |